# ایوب الکعبی
ایوب الکعبی (زادهٔ ۲۶ ژوئن ۱۹۹۳) بازیکن فوتبال اهل مراکش است.
وی همچنین در تیم ملی فوتبال مراکش بازی کرده‌است.